# Семуз
Семуз (фр. Semouse) — небольшая река во Франции. Длина — 41,02 км. Площадь бассейна насчитывает 275 км². Средний расход воды — 5,8 м³/с.
Находится на северо-востоке страны в Гранд-Эсте. Семуз является одним из притоков реки Рона.
Семуз — река с зимним паводком, с декабря по март включительно, максимум — в январе-феврале. Самый низкий уровень воды в реке летом, в период с июля по сентябрь включительно. Имеет ряд мелких притоков.
Комботе — приток Семуз.